# ويليام ماكدوغال (سياسي)
ويليام ماكدوغال هو صحفي ومحامي وسياسي كندي، ولد في 25 يناير 1822 في York, Upper Canada ‏ في كندا، وتوفي في 29 مايو 1905 في أوتاوا في كندا. نشط حزبياً في Liberal-Conservative Party ‏. وقد انتخب عضو مجلس العموم الكندي عن دائرة Lanark North ‏ (1867 – 1872).

## وصلات خارجية
- ويليام ماكدوغال (سياسي) على موقع الموسوعة البريطانية (الإنجليزية)